# Lys over Rusland
Lys over Rusland (russisk: Свет над Россией) er en sovjetisk film fra 1947 af Sergej Jutkevitj.

## Medvirkende
- Nikolaj Kolesnikov som Vladimir Lenin
- Mikheil Gelovani som Joseph Stalin
- Vasilij Markov som Felix Dzerzjinskij
- Boris Olenin-Girsjman som Gleb Krzjizjanovskij
- Nikolaj Okhlopkov som Anton Zabelin